# 浅草橋駅
浅草橋駅（あさくさばしえき）は、東京都台東区浅草橋一丁目にある、東日本旅客鉄道（JR東日本）・東京都交通局（都営地下鉄）の駅である。台東区の駅で最も南に位置する。
JR東日本の総武本線の支線（運転系統は中央・総武線各駅停車）と、都営地下鉄の浅草線が乗り入れ、接続駅となっている。JR東日本の駅は特定都区市内制度における「東京都区内」に属する。JR中央・総武線各駅停車の駅には「JB 20」、都営地下鉄浅草線の駅には「A 16」の駅番号がそれぞれ付与されている。

## 歴史
- 1932年（昭和7年）7月1日：総武線の駅が開業[1]。
- 1960年（昭和35年）12月4日：都営地下鉄1号線の駅が開業[2]、乗り換え駅となる。
- 1963年（昭和38年）4月22日：国鉄の東口駅舎が完成[新聞 1]。
- 1978年（昭和53年）7月1日：都営地下鉄1号線を浅草線に改称[2]。
- 1985年（昭和60年）11月29日：国鉄千葉動力車労働組合を支持する中核派が国鉄分割民営化に反対して駅を占拠・放火するなどの騒乱が発生。当日は国鉄線側が終日客扱いが不能となった（→国電同時多発ゲリラ事件）[1]。なお、都営浅草線は平常通り運行していた。
- 1987年（昭和62年）4月1日：国鉄分割民営化に伴い、国鉄の駅は東日本旅客鉄道（JR東日本）の駅となる[1]。
- 2001年（平成13年）11月18日：JR東日本でICカード「Suica」の利用が可能となる[報道 1]。
- 2007年（平成19年）
  - 3月18日：東京都交通局でICカード「PASMO」の利用が可能となる[報道 2]。
  - 4月1日：JR東日本の西口が業務委託化[3]。
- 2016年（平成28年）
  - 3月26日：JR東日本の西口エレベーターの使用を開始。
  - 4月1日：JR東日本の西口が早朝無人化。
- 2018年（平成30年）7月1日：JR東日本の東口が業務委託化[4]。これに伴い、業務委託駅となる[4]。
- 2021年（令和3年）
  - 1月31日：みどりの窓口の営業を終了[5][6]。
  - 4月26日：総武線ホームにてホームドアの使用を開始。

## 駅構造

### JR東日本
相対式ホーム2面2線を有する高架駅である。東西に出口があり、東口の駅舎内に都営地下鉄浅草線との連絡通路が接続する。
JR東日本ステーションサービスが駅業務を受託している錦糸町営業統括センター（両国駅）管理の業務委託駅である。当駅を含む千葉方面の総武線はJR東日本千葉支社の管轄である。多機能券売機と指定席券売機が設置されている（指定席券売機は東口のみ）。
かつては東西の出口とも高架下に改札口を有したが、都営地下鉄浅草線の開業に際して狭い高架下の改札口では乗降人員の増加に対応できないため、地下鉄との連絡通路を併設する東口駅舎を1963年（昭和38年）に新築した。東口駅舎の新築に際し、既存の高架駅部は南北を道路に挟まれ拡張余地がないことから、道路を挟んだ北側の民有地644.3平方メートルを取得、道路上に通路を設けて駅舎と高架上のプラットホームを結ぶ構造となった。
東口の駅舎用地は、地下鉄連絡通路を配置する497.8平方メートルを東京都が取得し国鉄に無償提供、残りの164.5平方メートルは国鉄が地下3.0メートルから地上4.7メートルの地上権を設定する形で利用区分が定められた。立ち退いた民地所有者には駅舎の1階部分および高架下の駅設備跡地を貸与することとし、この部分の土地は都が所有し国鉄に無償で提供する形態をとった。
また、東口駅舎の改築工事の期間中、下りホームの中央付近に仮駅舎が供用されていた。国鉄では工事による東口の利用制限に備え旅客流動調査を実施したが、平常の状態では西口改札口のみで対応可能とされた一方、ラッシュ時間帯に下りホームの客扱いが不可能になることが判明した。このため、下り側にのみ仮設の改札口を設け、東口は全面閉鎖した上で早期に改築工事を完成させることになった。
仮設駅舎は、高架駅の北側に隣接する台東区立福井中学校のプールがシーズンオフの時期（10月から翌6月）であったため、同地を借用して設置。敷地と駅部の間には道路があるため、木造架道橋を架設し下りホームと結んでいた。工事後に国鉄が無償でプールを補修する条件で、借用料は無償とされた。仮駅舎跡地は福井中学校の閉校を経て、旧福井中学校跡地活用事業として再開発され、ヒューリック浅草橋ビルの敷地となっている。
上記の東口改築以前を含め、開業以来エスカレーターとエレベーターは設置されず、車椅子利用者のために係員の付き添いのもとで利用できる階段昇降機が東口側階段に設置されているのみであったが、2016年（平成28年）3月26日に西口改札とホームを結ぶエレベーターの使用が開始された。同時に西口の深夜および早朝の閉鎖を取りやめ、終日営業となった。ただし、西口にはお客さまサポートコールシステムが導入されており、一部の時間帯は改札係員は不在となる（このうち、早朝は遠隔対応を実施）。
東口のバリアフリー化については、2016年（平成28年）に台東区が実施した調査において、前述の国鉄時代に設定された権利関係から既存の駅舎敷地内では対応が困難とされた。このため、区では駅周辺のまちづくりに併せて整備を進めることとし、勉強会の開催を通じて地元関係者の機運情勢を図る方針である。
トイレは東口・西口とも改札内にある。東口のトイレは上記の駅舎改築に際し高架下の中2階通路の両側に設置され、改札からは一旦階段を降りる必要があったが、2017年（平成29年）に改札階のレイアウトを変更して同一フロア上に移転した。新たにトイレが設置された区画は、駅舎完成当時は駅長事務室として使用されていた。
自動改札機が設置されているが、東口では隅田川花火大会が開催される日に、臨時で簡易Suica改札機が設置される。
台東区唯一のJR総武線の駅、また台東区最南端の駅でもある。

#### のりば
| 番線 | 路線               | 方向 | 行先                         |
| ---- | ------------------ | ---- | ---------------------------- |
| 1    | 総武線（各駅停車） | 西行 | 秋葉原・新宿・中野方面       |
| 2    | 総武線（各駅停車） | 東行 | 錦糸町・市川・船橋・千葉方面 |

付記事項
- 浅草駅周辺でのイベント開催時などで、当駅と浅草駅との混同を防ぐ[11]ため、改札口には「浅草は東口を降りて地下鉄をご利用ください」という掲示がされている[11][12]。

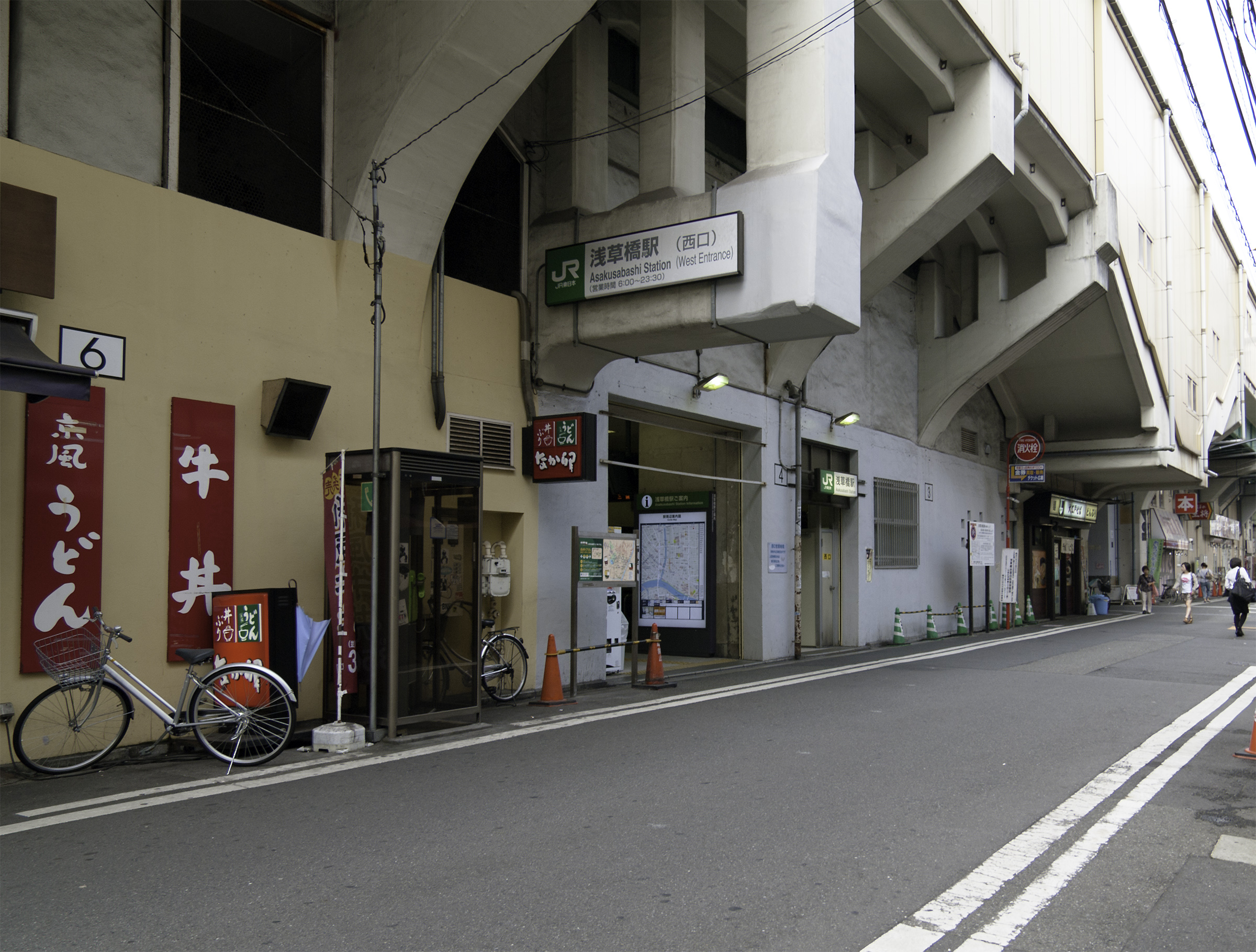
西口（2010年7月）
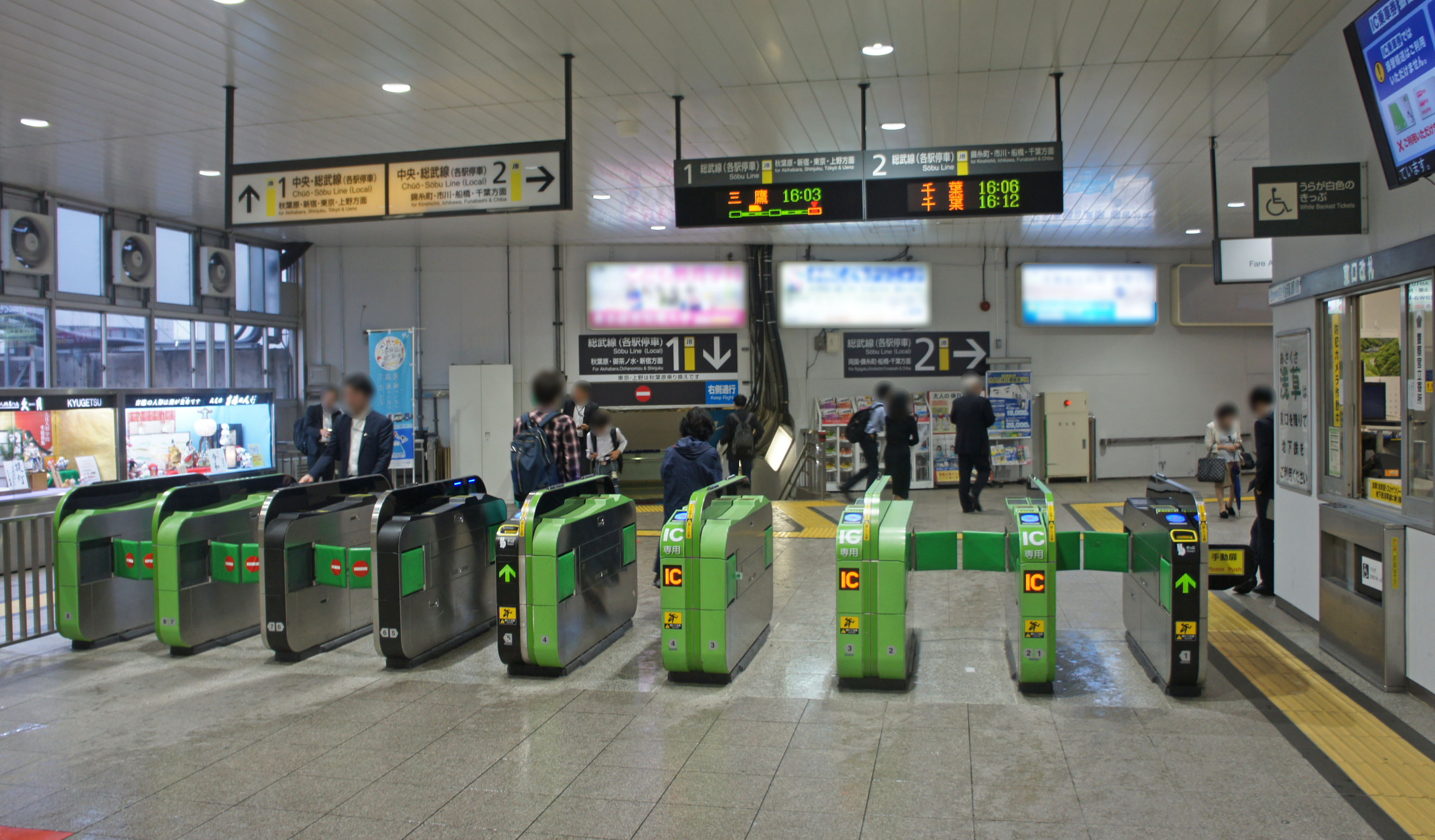
東口改札（2019年6月）
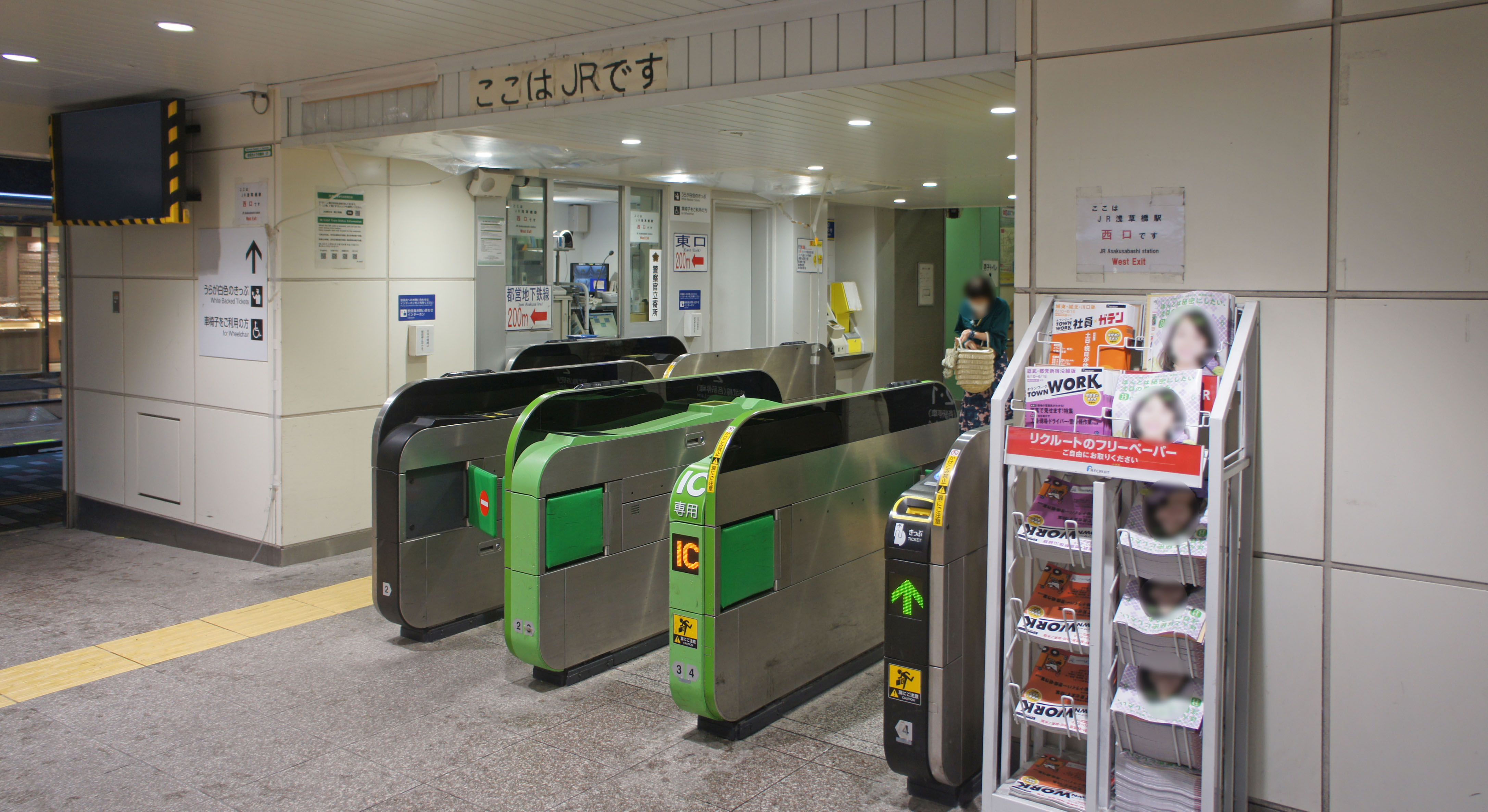
西口改札（2019年6月）
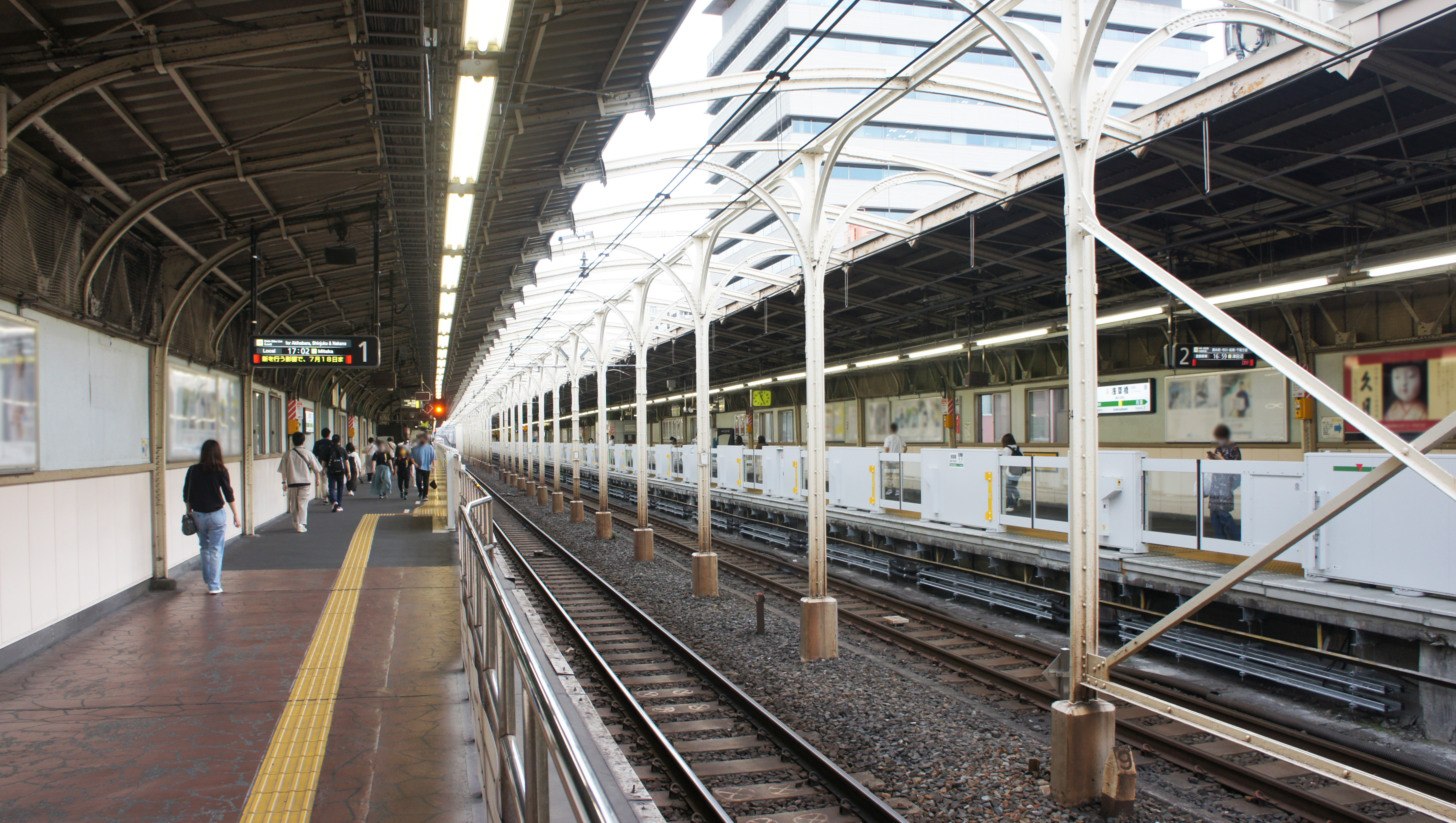
ホーム（2021年6月）

### 東京都交通局
島式ホーム1面2線を有する地下駅である。ホーム階（地下2階）と改札階（地下1階）の間にはエスカレーターとエレベーターが設置されている。コンコースにはだれでもトイレが設置されている。また、A1出入口にはエレベーターも併設されている。
ホームの西馬込方はカーブにかかっており、ドアとホームの間が広く開いている。
門前仲町駅務管区浅草橋駅務区として、浅草橋駅 - 押上駅間の各駅を管理している（ただし、押上駅は京成電鉄の管轄駅である）。

#### のりば
| 番線 | 路線       | 行先                           |
| ---- | ---------- | ------------------------------ |
| 1    | 都営浅草線 | 西馬込・ 羽田空港・ 京急線方面 |
| 2    | 都営浅草線 | 押上・ 京成線・ 北総線方面     |

　付記事項
- 押上方に両渡り線（非常渡り兼用）と引き上げ線1本を有し[16]、押上方面への始発・押上方面からの最終列車の発着駅となっている。また、ダイヤ乱れ時に京急線方面からの列車が折り返すことがあるほか、試運転列車の折り返し駅でもある。なお、開業時は引き上げ線が上り本線となっていたため、現在の上り本線が引き上げ線となっていた。ただし、現在は車止めが設置されており、引き上げ線は蔵前方につながっていない。
- 「エアポート快特」は通常当駅を通過するが、隅田川花火大会が開催される日は臨時に停車する。

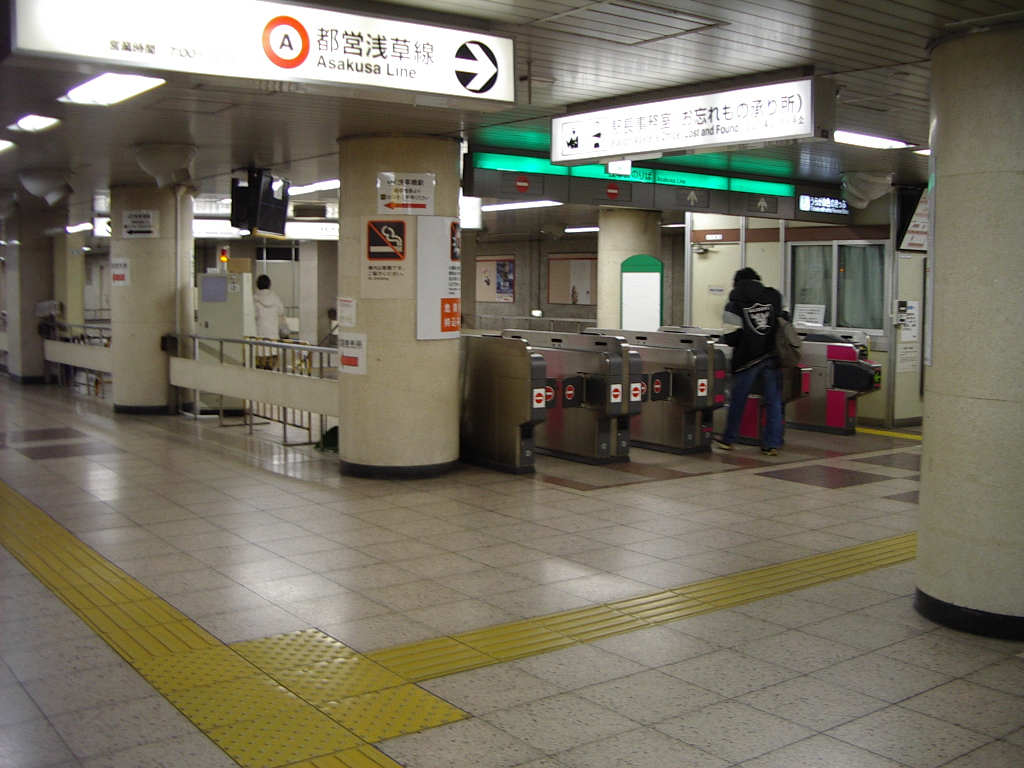
浅草線改札付近（2007年2月）
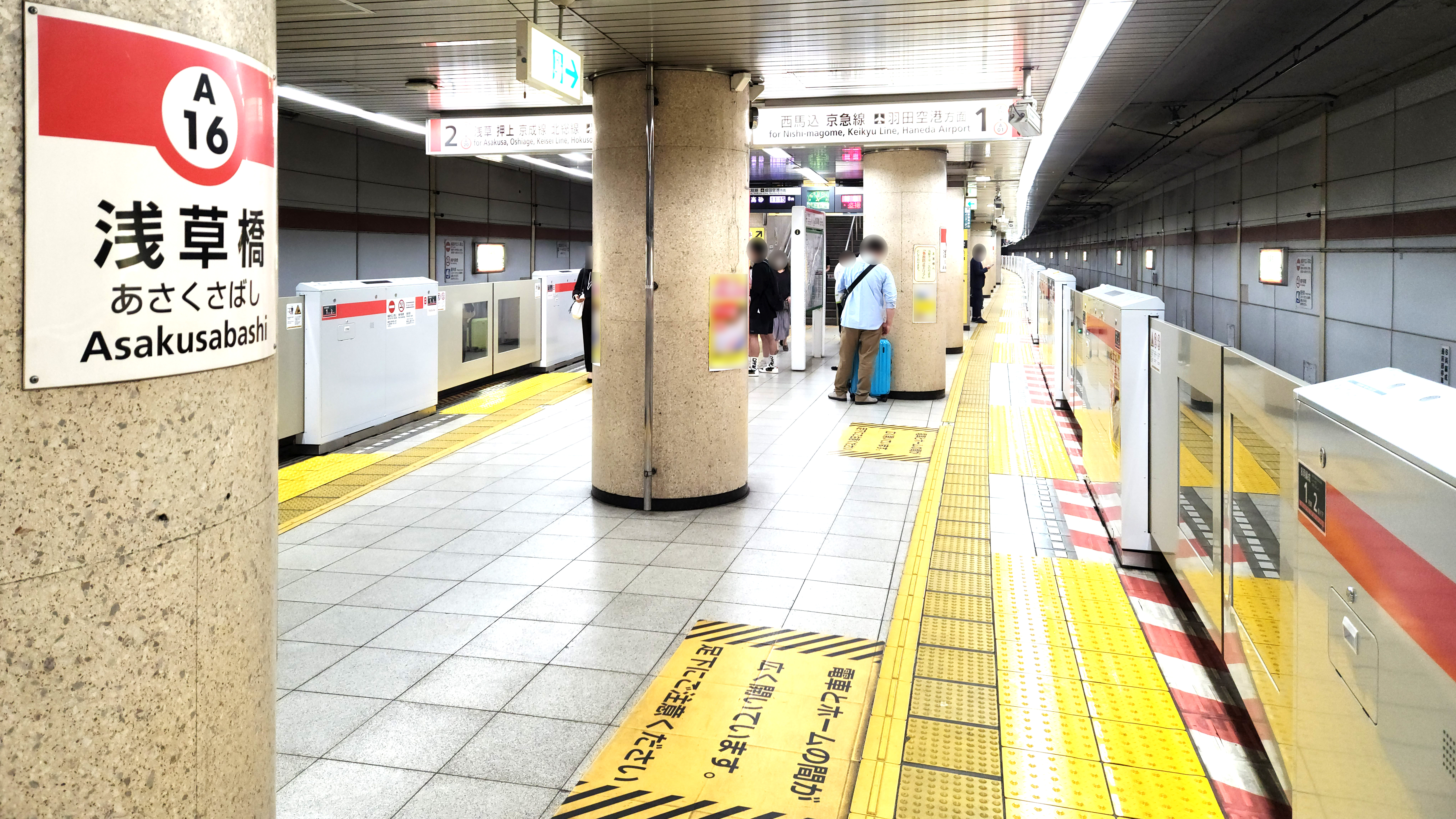
浅草線ホーム（2023年6月）

## 利用状況

### JR東日本
2023年度（令和5年度）の1日平均乗車人員は48,054人である。同社の駅の中では武蔵浦和駅に次いで第90位である。
各年度の推移は以下のとおりである。

#### 1日平均乗車人員（1930年代）
| 1日平均乗車人員推移（国鉄） （1930年代） | 1日平均乗車人員推移（国鉄） （1930年代） | 1日平均乗車人員推移（国鉄） （1930年代） |
| 年度                                     | 乗車人員                                 | 出典 （東京府）                          |
| ---------------------------------------- | ---------------------------------------- | ---------------------------------------- |
| 1932年（昭和07年）                       | 6,818                                    | [ 府 1 ]                                 |
| 1933年（昭和08年）                       | 9,087                                    | [ 府 2 ]                                 |
| 1934年（昭和09年）                       | 10,753                                   | [ 府 3 ]                                 |
| 1935年（昭和10年）                       | 12,041                                   | [ 府 4 ]                                 |

#### 1日平均乗車人員（1953年 - 2000年）
| 1日平均乗車人員推移（国鉄／JR東日本）（1953年 - 2000年） | 1日平均乗車人員推移（国鉄／JR東日本）（1953年 - 2000年） | 1日平均乗車人員推移（国鉄／JR東日本）（1953年 - 2000年） | 1日平均乗車人員推移（国鉄／JR東日本）（1953年 - 2000年） | 1日平均乗車人員推移（国鉄／JR東日本）（1953年 - 2000年） |
| 年度                                                     | 乗車人員                                                 | 順位                                                     | 出典                                                     | 出典                                                     |
| 年度                                                     | 乗車人員                                                 | 順位                                                     | JR                                                       | 東京都                                                   |
| -------------------------------------------------------- | -------------------------------------------------------- | -------------------------------------------------------- | -------------------------------------------------------- | -------------------------------------------------------- |
| 1953年（昭和28年）                                       | 41,104                                                   |                                                          |                                                          | [ 都 1 ]                                                 |
| 1954年（昭和29年）                                       | 42,120                                                   |                                                          |                                                          | [ 都 2 ]                                                 |
| 1955年（昭和30年）                                       | 44,035                                                   |                                                          |                                                          | [ 都 3 ]                                                 |
| 1956年（昭和31年）                                       | 46,619                                                   |                                                          |                                                          | [ 都 4 ]                                                 |
| 1957年（昭和32年）                                       | 48,430                                                   |                                                          |                                                          | [ 都 5 ]                                                 |
| 1958年（昭和33年）                                       | 49,966                                                   |                                                          |                                                          | [ 都 6 ]                                                 |
| 1959年（昭和34年）                                       | 52,435                                                   |                                                          |                                                          | [ 都 7 ]                                                 |
| 1960年（昭和35年）                                       | 55,508                                                   |                                                          |                                                          | [ 都 8 ]                                                 |
| 1961年（昭和36年）                                       | 59,393                                                   |                                                          |                                                          | [ 都 9 ]                                                 |
| 1962年（昭和37年）                                       | 64,615                                                   |                                                          |                                                          | [ 都 10 ]                                                |
| 1963年（昭和38年）                                       | 69,730                                                   |                                                          |                                                          | [ 都 11 ]                                                |
| 1964年（昭和39年）                                       | 75,343                                                   |                                                          |                                                          | [ 都 12 ]                                                |
| 1965年（昭和40年）                                       | 78,706                                                   |                                                          |                                                          | [ 都 13 ]                                                |
| 1966年（昭和41年）                                       | 82,620                                                   |                                                          |                                                          | [ 都 14 ]                                                |
| 1967年（昭和42年）                                       | 84,791                                                   |                                                          |                                                          | [ 都 15 ]                                                |
| 1968年（昭和43年）                                       | 85,953                                                   |                                                          |                                                          | [ 都 16 ]                                                |
| 1969年（昭和44年）                                       | 75,736                                                   |                                                          |                                                          | [ 都 17 ]                                                |
| 1970年（昭和45年）                                       | 73,167                                                   |                                                          |                                                          | [ 都 18 ]                                                |
| 1971年（昭和46年）                                       | 72,219                                                   |                                                          |                                                          | [ 都 19 ]                                                |
| 1972年（昭和47年）                                       | 71,444                                                   |                                                          |                                                          | [ 都 20 ]                                                |
| 1973年（昭和48年）                                       | 67,351                                                   |                                                          |                                                          | [ 都 21 ]                                                |
| 1974年（昭和49年）                                       | 67,581                                                   |                                                          |                                                          | [ 都 22 ]                                                |
| 1975年（昭和50年）                                       | 65,473                                                   |                                                          |                                                          | [ 都 23 ]                                                |
| 1976年（昭和51年）                                       | 67,142                                                   |                                                          |                                                          | [ 都 24 ]                                                |
| 1977年（昭和52年）                                       | 64,622                                                   |                                                          |                                                          | [ 都 25 ]                                                |
| 1978年（昭和53年）                                       | 63,847                                                   |                                                          |                                                          | [ 都 26 ]                                                |
| 1979年（昭和54年）                                       | 61,175                                                   |                                                          |                                                          | [ 都 27 ]                                                |
| 1980年（昭和55年）                                       | 56,597                                                   |                                                          |                                                          | [ 都 28 ]                                                |
| 1981年（昭和56年）                                       | 53,775                                                   |                                                          |                                                          | [ 都 29 ]                                                |
| 1982年（昭和57年）                                       | 53,430                                                   |                                                          |                                                          | [ 都 30 ]                                                |
| 1983年（昭和58年）                                       | 52,582                                                   |                                                          |                                                          | [ 都 31 ]                                                |
| 1984年（昭和59年）                                       | 53,099                                                   |                                                          |                                                          | [ 都 32 ]                                                |
| 1985年（昭和60年）                                       | 53,077                                                   |                                                          |                                                          | [ 都 33 ]                                                |
| 1986年（昭和61年）                                       | 54,915                                                   |                                                          |                                                          | [ 都 34 ]                                                |
| 1987年（昭和62年）                                       | 62,148                                                   |                                                          |                                                          | [ 都 35 ]                                                |
| 1988年（昭和63年）                                       | 59,011                                                   |                                                          |                                                          | [ 都 36 ]                                                |
| 1989年（平成元年）                                       | 59,526                                                   |                                                          |                                                          | [ 都 37 ]                                                |
| 1990年（平成02年）                                       | 60,962                                                   |                                                          |                                                          | [ 都 38 ]                                                |
| 1991年（平成03年）                                       | 64,669                                                   |                                                          |                                                          | [ 都 39 ]                                                |
| 1992年（平成04年）                                       | 66,471                                                   |                                                          |                                                          | [ 都 40 ]                                                |
| 1993年（平成05年）                                       | 65,551                                                   |                                                          |                                                          | [ 都 41 ]                                                |
| 1994年（平成06年）                                       | 63,605                                                   |                                                          |                                                          | [ 都 42 ]                                                |
| 1995年（平成07年）                                       | 62,943                                                   |                                                          |                                                          | [ 都 43 ]                                                |
| 1996年（平成08年）                                       | 62,614                                                   |                                                          |                                                          | [ 都 44 ]                                                |
| 1997年（平成09年）                                       | 61,080                                                   |                                                          |                                                          | [ 都 45 ]                                                |
| 1998年（平成10年）                                       | 59,490                                                   |                                                          |                                                          | [ 都 46 ]                                                |
| 1999年（平成11年）                                       | 58,658                                                   | 67位                                                     | [ JR 2 ]                                                 | [ 都 47 ]                                                |
| 2000年（平成12年）                                       | 57,537                                                   | 67位                                                     | [ JR 3 ]                                                 | [ 都 48 ]                                                |

#### 1日平均乗車人員（2001年以降）
| 1日平均乗車人員推移（JR東日本）（2001年以降） | 1日平均乗車人員推移（JR東日本）（2001年以降） | 1日平均乗車人員推移（JR東日本）（2001年以降） | 1日平均乗車人員推移（JR東日本）（2001年以降） | 1日平均乗車人員推移（JR東日本）（2001年以降） | 1日平均乗車人員推移（JR東日本）（2001年以降） | 1日平均乗車人員推移（JR東日本）（2001年以降） | 1日平均乗車人員推移（JR東日本）（2001年以降） |
| 年度                                          | 定期外                                        | 定期                                          | 合計                                          | 前年度比                                      | 順位                                          | 出典                                          | 出典                                          |
| 年度                                          | 定期外                                        | 定期                                          | 合計                                          | 前年度比                                      | 順位                                          | JR                                            | 東京都                                        |
| --------------------------------------------- | --------------------------------------------- | --------------------------------------------- | --------------------------------------------- | --------------------------------------------- | --------------------------------------------- | --------------------------------------------- | --------------------------------------------- |
| 2001年（平成13年）                            |                                               |                                               | 56,602                                        |                                               | 74位                                          | [ JR 4 ]                                      | [ 都 49 ]                                     |
| 2002年（平成14年）                            |                                               |                                               | 56,594                                        |                                               | 74位                                          | [ JR 5 ]                                      | [ 都 50 ]                                     |
| 2003年（平成15年）                            |                                               |                                               | 55,414                                        |                                               | 76位                                          | [ JR 6 ]                                      | [ 都 51 ]                                     |
| 2004年（平成16年）                            |                                               |                                               | 54,405                                        |                                               | 78位                                          | [ JR 7 ]                                      | [ 都 52 ]                                     |
| 2005年（平成17年）                            |                                               |                                               | 54,178                                        |                                               | 81位                                          | [ JR 8 ]                                      | [ 都 53 ]                                     |
| 2006年（平成18年）                            |                                               |                                               | 54,322                                        |                                               | 84位                                          | [ JR 9 ]                                      | [ 都 54 ]                                     |
| 2007年（平成19年）                            |                                               |                                               | 54,894                                        |                                               | 83位                                          | [ JR 10 ]                                     | [ 都 55 ]                                     |
| 2008年（平成20年）                            |                                               |                                               | 54,347                                        |                                               | 84位                                          | [ JR 11 ]                                     | [ 都 56 ]                                     |
| 2009年（平成21年）                            |                                               |                                               | 53,612                                        |                                               | 85位                                          | [ JR 12 ]                                     | [ 都 57 ]                                     |
| 2010年（平成22年）                            |                                               |                                               | 53,014                                        |                                               | 86位                                          | [ JR 13 ]                                     | [ 都 58 ]                                     |
| 2011年（平成23年）                            |                                               |                                               | 51,475                                        |                                               | 88位                                          | [ JR 14 ]                                     | [ 都 59 ]                                     |
| 2012年（平成24年）                            | 20,359                                        | 31,899                                        | 52,259                                        |                                               | 88位                                          | [ JR 15 ]                                     | [ 都 60 ]                                     |
| 2013年（平成25年）                            | 20,665                                        | 32,661                                        | 53,327                                        |                                               | 87位                                          | [ JR 16 ]                                     | [ 都 61 ]                                     |
| 2014年（平成26年）                            | 20,826                                        | 32,606                                        | 53,432                                        |                                               | 88位                                          | [ JR 17 ]                                     | [ 都 62 ]                                     |
| 2015年（平成27年）                            | 21,191                                        | 32,762                                        | 29,521                                        |                                               | 89位                                          | [ JR 18 ]                                     | [ 都 63 ]                                     |
| 2016年（平成28年）                            | 21,325                                        | 32,745                                        | 54,070                                        | 0.2%                                          | 89位                                          | [ JR 19 ]                                     | [ 都 64 ]                                     |
| 2017年（平成29年）                            | 21,569                                        | 33,023                                        | 54,593                                        | 1.0%                                          | 89位                                          | [ JR 20 ]                                     | [ 都 65 ]                                     |
| 2018年（平成30年）                            | 21,905                                        | 33,155                                        | 55,061                                        | 0.9%                                          | 90位                                          | [ JR 21 ]                                     | [ 都 66 ]                                     |
| 2019年（令和元年）                            | 21,037                                        | 32,874                                        | 53,911                                        | −2.1%                                         | 91位                                          | [ JR 22 ]                                     | [ 都 67 ]                                     |
| 2020年（令和02年）                            | 12,505                                        | 25,553                                        | 38,059                                        | −29.4%                                        | 95位                                          | [ JR 23 ]                                     | [ 都 68 ]                                     |
| 2021年（令和03年）                            | 14,958                                        | 25,043                                        | 40,001                                        | 5.1%                                          | 94位                                          | [ JR 24 ]                                     | [ 都 69 ]                                     |
| 2022年（令和04年）                            | 18,715                                        | 26,088                                        | 44,804                                        | 12.0%                                         | 93位                                          | [ JR 25 ]                                     | [ 都 70 ]                                     |
| 2023年（令和05年）                            | 21,237                                        | 26,817                                        | 48,054                                        | 107.3%                                        | 90位                                          | [ JR 1 ]                                      |                                               |

備考
1. ↑  1932年（昭和7年）7月1日に開業。開業日から翌年3月31日までの計274日間を集計したデータ。

### 東京都交通局
2023年度（令和5年度）の1日平均乗降人員は57,015人（乗車人員：28,773人、降車人員：28,242人）である。浅草線全20駅中第10位。「エアポート快特」停車駅の浅草駅よりも多い。2011年度（平成23年度）までは減少が続いていたが、その後増加に転じた。

#### 1日平均乗車人員（1960年 - 2000年）
| 1日平均乗車人員推移（東京都交通局） （1956年 - 2000年） | 1日平均乗車人員推移（東京都交通局） （1956年 - 2000年） | 1日平均乗車人員推移（東京都交通局） （1956年 - 2000年） |
| 年度                                                    | 乗車人員                                                | 出典 （東京都）                                         |
| ------------------------------------------------------- | ------------------------------------------------------- | ------------------------------------------------------- |
| 1960年（昭和35年）                                      | 4,957                                                   | [ 都 8 ]                                                |
| 1961年（昭和36年）                                      | 7,289                                                   | [ 都 9 ]                                                |
| 1962年（昭和37年）                                      | 9,600                                                   | [ 都 10 ]                                               |
| 1963年（昭和38年）                                      | 16,201                                                  | [ 都 71 ]                                               |
| 1964年（昭和39年）                                      | 21,182                                                  | [ 都 12 ]                                               |
| 1965年（昭和40年）                                      | 24,711                                                  | [ 都 72 ]                                               |
| 1966年（昭和41年）                                      | 27,364                                                  | [ 都 14 ]                                               |
| 1967年（昭和42年）                                      | 29,521                                                  | [ 都 73 ]                                               |
| 1968年（昭和43年）                                      | 30,839                                                  | [ 都 74 ]                                               |
| 1969年（昭和44年）                                      | 31,329                                                  | [ 都 17 ]                                               |
| 1970年（昭和45年）                                      | 34,041                                                  | [ 都 18 ]                                               |
| 1971年（昭和46年）                                      | 35,175                                                  | [ 都 19 ]                                               |
| 1972年（昭和47年）                                      | 35,575                                                  | [ 都 75 ]                                               |
| 1973年（昭和48年）                                      | 33,301                                                  | [ 都 76 ]                                               |
| 1974年（昭和49年）                                      | 33,036                                                  | [ 都 77 ]                                               |
| 1975年（昭和50年）                                      | 32,178                                                  | [ 都 78 ]                                               |
| 1976年（昭和51年）                                      | 32,386                                                  | [ 都 79 ]                                               |
| 1977年（昭和52年）                                      | 31,915                                                  | [ 都 80 ]                                               |
| 1978年（昭和53年）                                      | 30,532                                                  | [ 都 81 ]                                               |
| 1979年（昭和54年）                                      | 28,361                                                  | [ 都 82 ]                                               |
| 1980年（昭和55年）                                      | 26,638                                                  | [ 都 83 ]                                               |
| 1981年（昭和56年）                                      | 25,534                                                  | [ 都 84 ]                                               |
| 1982年（昭和57年）                                      | 24,956                                                  | [ 都 85 ]                                               |
| 1983年（昭和58年）                                      | 24,921                                                  | [ 都 86 ]                                               |
| 1984年（昭和59年）                                      | 25,112                                                  | [ 都 87 ]                                               |
| 1985年（昭和60年）                                      | 25,186                                                  | [ 都 88 ]                                               |
| 1986年（昭和61年）                                      | 26,132                                                  | [ 都 89 ]                                               |
| 1987年（昭和62年）                                      | 27,298                                                  | [ 都 90 ]                                               |
| 1988年（昭和63年）                                      | 28,310                                                  | [ 都 91 ]                                               |
| 1989年（平成元年）                                      | 28,734                                                  | [ 都 92 ]                                               |
| 1990年（平成02年）                                      | 30,104                                                  | [ 都 93 ]                                               |
| 1991年（平成03年）                                      | 33,104                                                  | [ 都 94 ]                                               |
| 1992年（平成04年）                                      | 29,118                                                  | [ 都 40 ]                                               |
| 1993年（平成05年）                                      | 34,282                                                  | [ 都 41 ]                                               |
| 1994年（平成06年）                                      | 33,712                                                  | [ 都 42 ]                                               |
| 1995年（平成07年）                                      | 32,956                                                  | [ 都 43 ]                                               |
| 1996年（平成08年）                                      | 32,849                                                  | [ 都 44 ]                                               |
| 1997年（平成09年）                                      | 32,540                                                  | [ 都 95 ]                                               |
| 1998年（平成10年）                                      | 32,003                                                  | [ 都 46 ]                                               |
| 1999年（平成11年）                                      | 30,825                                                  | [ 都 47 ]                                               |
| 2000年（平成12年）                                      | 29,962                                                  | [ 都 96 ]                                               |

#### 1日平均乗車人員・乗降人員（2001年以降）
| 1日平均乗車人員・乗降人員推移（東京都交通局）（2001年以降） | 1日平均乗車人員・乗降人員推移（東京都交通局）（2001年以降） | 1日平均乗車人員・乗降人員推移（東京都交通局）（2001年以降） | 1日平均乗車人員・乗降人員推移（東京都交通局）（2001年以降） | 1日平均乗車人員・乗降人員推移（東京都交通局）（2001年以降） | 1日平均乗車人員・乗降人員推移（東京都交通局）（2001年以降） | 1日平均乗車人員・乗降人員推移（東京都交通局）（2001年以降） | 1日平均乗車人員・乗降人員推移（東京都交通局）（2001年以降） |
| 年度                                                        | 乗車人員                                                    | 降車人員                                                    | 乗降人員 （合計）                                           | 増加率                                                      | 出典                                                        | 出典                                                        | 出典                                                        |
| 年度                                                        | 乗車人員                                                    | 降車人員                                                    | 乗降人員 （合計）                                           | 増加率                                                      | 交通局                                                      | 関東広告                                                    | 東京都                                                      |
| ----------------------------------------------------------- | ----------------------------------------------------------- | ----------------------------------------------------------- | ----------------------------------------------------------- | ----------------------------------------------------------- | ----------------------------------------------------------- | ----------------------------------------------------------- | ----------------------------------------------------------- |
| 2001年（平成13年）                                          | 29,173                                                      | 29,074                                                      | 58,247                                                      |                                                             |                                                             |                                                             | [ 都 97 ]                                                   |
| 2002年（平成14年）                                          | 29,162                                                      | 28,871                                                      | 58,033                                                      |                                                             |                                                             |                                                             | [ 都 98 ]                                                   |
| 2003年（平成15年）                                          | 27,970                                                      | 27,522                                                      | 55,492                                                      | −4.4%                                                       |                                                             | [ 関広 1 ]                                                  | [ 都 99 ]                                                   |
| 2004年（平成16年）                                          | 27,207                                                      | 26,922                                                      | 54,129                                                      | −2.5%                                                       | [ 都交 2 ]                                                  | [ 関広 2 ]                                                  | [ 都 100 ]                                                  |
| 2005年（平成17年）                                          | 26,915                                                      | 26,685                                                      | 53,600                                                      | −1.0%                                                       |                                                             | [ 関広 3 ]                                                  | [ 都 101 ]                                                  |
| 2006年（平成18年）                                          | 27,019                                                      | 26,739                                                      | 53,758                                                      | 0.3%                                                        | [ 都交 3 ]                                                  | [ 関広 4 ]                                                  | [ 都 102 ]                                                  |
| 2007年（平成19年）                                          | 27,691                                                      | 27,245                                                      | 55,086                                                      | 2.5%                                                        | [ 都交 4 ]                                                  | [ 関広 5 ]                                                  | [ 都 103 ]                                                  |
| 2008年（平成20年）                                          | 27,656                                                      | 27,207                                                      | 54,864                                                      | −0.4%                                                       | [ 都交 5 ]                                                  | [ 関広 6 ]                                                  | [ 都 104 ]                                                  |
| 2009年（平成21年）                                          | 27,206                                                      | 26,793                                                      | 53,999                                                      | −1.6%                                                       | [ 都交 6 ]                                                  | [ 関広 7 ]                                                  | [ 都 105 ]                                                  |
| 2010年（平成22年）                                          | 27,182                                                      | 26,784                                                      | 53,966                                                      | −0.1%                                                       | [ 都交 7 ]                                                  | [ 関広 8 ]                                                  | [ 都 106 ]                                                  |
| 2011年（平成23年）                                          | 26,265                                                      | 25,771                                                      | 52,036                                                      | −3.6%                                                       | [ 都交 8 ]                                                  | [ 関広 9 ]                                                  | [ 都 107 ]                                                  |
| 2012年（平成24年）                                          | 28,015                                                      | 27,708                                                      | 55,722                                                      | 7.1%                                                        | [ 都交 9 ]                                                  | [ 関広 10 ]                                                 | [ 都 108 ]                                                  |
| 2013年（平成25年）                                          | 28,410                                                      | 28,175                                                      | 56,585                                                      | 1.5%                                                        | [ 都交 10 ]                                                 | [ 関広 11 ]                                                 | [ 都 109 ]                                                  |
| 2014年（平成26年）                                          | 28,651                                                      | 28,298                                                      | 56,948                                                      | 0.6%                                                        | [ 都交 11 ]                                                 | [ 関広 12 ]                                                 | [ 都 110 ]                                                  |
| 2015年（平成27年）                                          | 29,521                                                      | 29,072                                                      | 58,593                                                      | 2.9%                                                        | [ 都交 12 ]                                                 | [ 関広 13 ]                                                 | [ 都 111 ]                                                  |
| 2016年（平成28年）                                          | 29,740                                                      | 29,410                                                      | 59,150                                                      | 1.0%                                                        | [ 都交 13 ]                                                 | [ 関広 14 ]                                                 | [ 都 112 ]                                                  |
| 2017年（平成29年）                                          | 30,341                                                      | 30,113                                                      | 60,454                                                      | 2.2%                                                        | [ 都交 14 ]                                                 | [ 関広 15 ]                                                 | [ 都 113 ]                                                  |
| 2018年（平成30年）                                          | 30,951                                                      | 30,549                                                      | 61,501                                                      | 1.7%                                                        | [ 都交 15 ]                                                 | [ 関広 16 ]                                                 | [ 都 114 ]                                                  |
| 2019年（令和元年）                                          | 30,364                                                      | 30,016                                                      | 60,379                                                      | −1.8%                                                       | [ 都交 16 ]                                                 | [ 関広 17 ]                                                 | [ 都 115 ]                                                  |
| 2020年（令和02年）                                          | 20,016                                                      | 19,810                                                      | 39,826                                                      | −34.0%                                                      | [ 都交 17 ]                                                 | [ 関広 18 ]                                                 | [ 都 116 ]                                                  |
| 2021年（令和03年）                                          | 21,614                                                      | 21,304                                                      | 42,917                                                      | 7.8%                                                        | [ 都交 18 ]                                                 | [ 関広 19 ]                                                 | [ 都 117 ]                                                  |
| 2022年（令和04年）                                          | 25,715                                                      | 25,113                                                      | 50,828                                                      | 18.4%                                                       | [ 都交 19 ]                                                 | [ 関広 20 ]                                                 | [ 都 118 ]                                                  |
| 2023年（令和05年）                                          | 28,773                                                      | 28,242                                                      | 57,015                                                      | 12.2%                                                       | [ 都交 1 ]                                                  | [ 関広 21 ]                                                 |                                                             |

備考
1. ↑  1960年（昭和35年）12月4日に開業。開業日から翌年3月31日までの計118日間を集計したデータ。

## 駅周辺

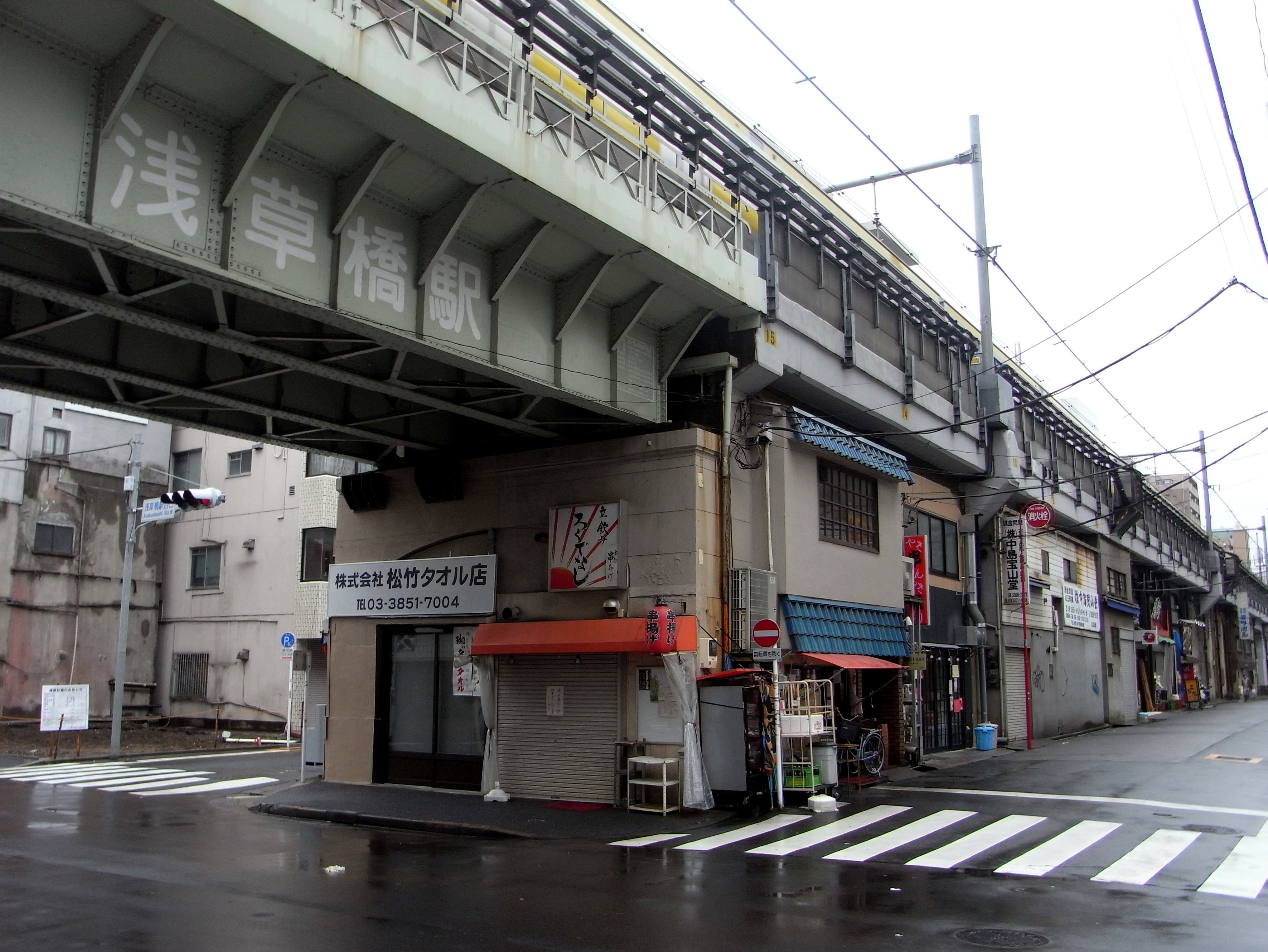
総武線高架下の商店（2009年11月）

JR駅の東口周辺は「久月」や「吉德」などの人形問屋や模型メーカー・卸、総武線の南側は衣料品といった各種の問屋がそれぞれ集まっており、東京の代表的な問屋街の一つとして知られている。1984年（昭和59年）までは、駅北側にあった蔵前国技館への総武線における最寄り駅となっていた。また2003年（平成15年）から2012年（平成24年）まで、フランス語によるインターナショナル・スクールであるリセ・フランコ・ジャポネ・ド・東京柳北校が駅西側の旧柳北小学校跡地を利用していた。
駅南側の浅草橋を渡った先に浅草橋交差点横断地下歩道の出入口があり（最寄りはC3出入口）、総武快速線馬喰町駅に直結している。
- 神田川
  - 浅草橋（駅名の由来。神田川に架かる最後から二番目の橋梁）
  - 柳橋（神田川に架かる最下流の橋梁）
- 隅田川
  - 両国橋
- 国道6号（江戸通り）
- 国道14号（京葉道路）
- 東京都道302号新宿両国線（靖国通り）
- 台東区立浅草中学校
- 開智日本橋学園中学・高等学校
- 東京都立忍岡高等学校
- みずほ銀行 浅草橋支店
- 三菱UFJ銀行 浅草橋支店
- 千葉興業銀行 東京支店
- アパホテル〈浅草橋駅前〉
- 変なホテル東京 浅草橋
- ホテルマイステイズ浅草橋
- ホテルリブマックス浅草橋駅前

駅南の柳橋一丁目は1999年（平成11年）まで花柳界があった。現在も屋形船の発着場がある。駅北の旧茅町は「毎日新聞」発祥の地である。

## バス路線
東口付近の江戸通り上にある都営バスの「浅草橋駅前」停留所と、西口付近にある「南めぐりん」（日立自動車交通）の「浅草橋駅北」停留所、「ぐるーりめぐりん」（京成バス）の「浅草橋地区センター」が最寄りバス停留所となる。
都営バスの「浅草橋」停留所は、当駅から神田川を越えた靖国通りおよび江戸通り上に存在する（馬喰町駅付近）。
| のりば             | 運行事業者                | 系統・行先                                                                     |
| 浅草橋駅前         | 浅草橋駅前                | 浅草橋駅前                                                                     |
| ------------------ | ------------------------- | ------------------------------------------------------------------------------ |
| 1                  | 都営バス                  | - 東42-1：東京駅八重洲口 - 東42-2：東神田                                      |
| 2                  | 都営バス                  | 東42-1・東42-2：南千住駅西口・南千住車庫前                                     |
| 浅草橋駅北         |                           |                                                                                |
|                    | 日立自動車交通 南めぐりん | 大江戸線蔵前駅・田原町駅・生涯学習センター北方面（循環）                       |
| 浅草橋地区センター |                           |                                                                                |
|                    | 京成バス ぐるーりめぐりん | 三井記念病院・上野駅入谷口・三ノ輪駅・吉原大門・清川一丁目・浅草駅方面（循環） |

## 隣の駅
東日本旅客鉄道（JR東日本）
 総武線（各駅停車）
秋葉原駅 (JB 19) - 浅草橋駅 (JB 20) - 両国駅 (JB 21)
東京都交通局（都営地下鉄）
 都営浅草線
■エアポート快特
通過
■エアポート快特以外の列車種別
東日本橋駅 (A 15) - 浅草橋駅 (A 16) - 蔵前駅 (A 17)

### 記事本文

#### 報道発表資料
1. ↑  “Suicaご利用可能エリアマップ（2001年11月18日当初）” (PDF).   東日本旅客鉄道. 2019年7月27日時点のオリジナルよりアーカイブ。2020年4月23日閲覧。
2. ↑  『PASMOは3月18日（日）サービスを開始します ー鉄道23事業者、バス31事業者が導入し、順次拡大してまいりますー』（PDF）（プレスリリース）PASMO協議会／パスモ、2006年12月21日。オリジナルの2020年5月1日時点におけるアーカイブ。2020年5月6日閲覧。

#### 新聞記事
1. ↑  「浅草橋駅に総合駅舎 国電と地下鉄の連絡便利に」『読売新聞』読売新聞社、1963年4月23日、9 朝刊。
2. ↑  「ヒューリックと竹中工務店、東京・浅草橋再開発に参画」『日刊工業新聞 電子版』日刊工業新聞社、2010年2月24日。2024年6月17日閲覧。
3. ↑  「協議会設置を検討/東口に商業施設など/台東区の浅草橋駅周辺まちづくり」『建設通信新聞』2021年4月8日。オリジナルの2021年5月1日時点におけるアーカイブ。2021年5月1日閲覧。

### 利用状況
JR東日本
1. 1 2 3  “各駅の乗車人員（2023年度）”.   東日本旅客鉄道. 2024年12月15日閲覧。
2. ↑  “各駅の乗車人員（1999年度）”.   東日本旅客鉄道. 2024年12月15日閲覧。
3. ↑  “各駅の乗車人員（2000年度）”.   東日本旅客鉄道. 2024年12月15日閲覧。
4. ↑  “各駅の乗車人員（2001年度）”.   東日本旅客鉄道. 2024年12月15日閲覧。
5. ↑  “各駅の乗車人員（2002年度）”.   東日本旅客鉄道. 2024年12月15日閲覧。
6. ↑  “各駅の乗車人員（2003年度）”.   東日本旅客鉄道. 2024年12月15日閲覧。
7. ↑  “各駅の乗車人員（2004年度）”.   東日本旅客鉄道. 2024年12月15日閲覧。
8. ↑  “各駅の乗車人員（2005年度）”.   東日本旅客鉄道. 2024年12月15日閲覧。
9. ↑  “各駅の乗車人員（2006年度）”.   東日本旅客鉄道. 2024年12月15日閲覧。
10. ↑  “各駅の乗車人員（2007年度）”.   東日本旅客鉄道. 2024年12月15日閲覧。
11. ↑  “各駅の乗車人員（2008年度）”.   東日本旅客鉄道. 2024年12月15日閲覧。
12. ↑  “各駅の乗車人員（2009年度）”.   東日本旅客鉄道. 2024年12月15日閲覧。
13. ↑  “各駅の乗車人員（2010年度）”.   東日本旅客鉄道. 2024年12月15日閲覧。
14. ↑  “各駅の乗車人員（2011年度）”.   東日本旅客鉄道. 2024年12月15日閲覧。
15. ↑  “各駅の乗車人員（2012年度）”.   東日本旅客鉄道. 2024年12月15日閲覧。
16. ↑  “各駅の乗車人員（2013年度）”.   東日本旅客鉄道. 2024年12月15日閲覧。
17. ↑  “各駅の乗車人員（2014年度）”.   東日本旅客鉄道. 2024年12月15日閲覧。
18. ↑  “各駅の乗車人員（2015年度）”.   東日本旅客鉄道. 2024年12月15日閲覧。
19. ↑  “各駅の乗車人員（2016年度）”.   東日本旅客鉄道. 2024年12月15日閲覧。
20. ↑  “各駅の乗車人員（2017年度）”.   東日本旅客鉄道. 2024年12月15日閲覧。
21. ↑  “各駅の乗車人員（2018年度）”.   東日本旅客鉄道. 2024年12月15日閲覧。
22. ↑  “各駅の乗車人員（2019年度）”.   東日本旅客鉄道. 2024年12月15日閲覧。
23. ↑  “各駅の乗車人員（2020年度）”.   東日本旅客鉄道. 2024年12月15日閲覧。
24. ↑  “各駅の乗車人員（2021年度）”.   東日本旅客鉄道. 2024年12月15日閲覧。
25. ↑  “各駅の乗車人員（2022年度）”.   東日本旅客鉄道. 2024年12月15日閲覧。

東京都交通局
1. 1 2  「II 高速電車事業」『令和5年度 運輸統計年報』（PDF）（レポート）東京都交通局。オリジナルの2025年1月25日時点におけるアーカイブ。2025年1月29日閲覧。
2. ↑  “各駅乗降人員一覧 | 東京都交通局”.   東京都交通局. 2007年1月2日時点のオリジナルよりアーカイブ。2024年12月15日閲覧。
3. ↑  “各駅乗降人員一覧 | 東京都交通局”.   東京都交通局. 2007年10月5日時点のオリジナルよりアーカイブ。2024年12月15日閲覧。
4. ↑  “各駅乗降人員一覧 | 東京都交通局”.   東京都交通局. 2008年8月5日時点のオリジナルよりアーカイブ。2024年12月15日閲覧。
5. ↑  “各駅乗降人員一覧 | 東京都交通局”.   東京都交通局. 2009年7月29日時点のオリジナルよりアーカイブ。2024年12月15日閲覧。
6. ↑  “各駅乗降人員一覧 | 東京都交通局”.   東京都交通局. 2010年8月12日時点のオリジナルよりアーカイブ。2024年12月15日閲覧。
7. ↑  “各駅乗降人員一覧 | 東京都交通局”.   東京都交通局. 2011年12月8日時点のオリジナルよりアーカイブ。2024年12月15日閲覧。
8. ↑  “各駅乗降人員一覧 | 東京都交通局”.   東京都交通局. 2012年10月20日時点のオリジナルよりアーカイブ。2024年12月15日閲覧。
9. ↑  “各駅乗降人員一覧 | 東京都交通局”.   東京都交通局. 2013年12月12日時点のオリジナルよりアーカイブ。2024年12月15日閲覧。
10. ↑  “各駅乗降人員一覧 | 東京都交通局”.   東京都交通局. 2014年8月22日時点のオリジナルよりアーカイブ。2024年12月15日閲覧。
11. ↑  “各駅乗降人員一覧 | 東京都交通局”.   東京都交通局. 2015年8月14日時点のオリジナルよりアーカイブ。2024年12月15日閲覧。
12. ↑  “各駅乗降人員一覧 | 東京都交通局”.   東京都交通局. 2016年8月26日時点のオリジナルよりアーカイブ。2024年12月15日閲覧。
13. ↑  “各駅乗降人員一覧 | 東京都交通局”.   東京都交通局. 2018年4月26日時点のオリジナルよりアーカイブ。2024年12月15日閲覧。
14. ↑  “各駅乗降人員一覧 | 東京都交通局”.   東京都交通局. 2018年12月11日時点のオリジナルよりアーカイブ。2024年12月15日閲覧。
15. ↑  “各駅乗降人員一覧 | 東京都交通局”.   東京都交通局. 2020年2月4日時点のオリジナルよりアーカイブ。2024年12月15日閲覧。
16. ↑  “各駅乗降人員一覧 | 東京都交通局”.   東京都交通局. 2020年10月5日時点のオリジナルよりアーカイブ。2024年12月15日閲覧。
17. ↑  「II 高速電車事業」『令和2年度 運輸統計年報』（PDF）（レポート）東京都交通局。オリジナルの2022年7月22日時点におけるアーカイブ。2025年1月29日閲覧。
18. ↑  「II 高速電車事業」『令和3年度 運輸統計年報』（PDF）（レポート）東京都交通局。オリジナルの2023年11月3日時点におけるアーカイブ。2025年1月29日閲覧。
19. ↑  「II 高速電車事業」『令和4年度 運輸統計年報』（PDF）（レポート）東京都交通局。オリジナルの2023年11月3日時点におけるアーカイブ。2023年11月3日閲覧。

関東交通広告協議会
1. ↑  “東京都交通局” (PDF). 平成15年度1日平均乗降人員・通過人員.   関東交通広告協議会. 2005年3月18日時点のオリジナルよりアーカイブ。2025年1月12日閲覧。
2. ↑  “東京都交通局” (PDF). 平成16年度1日平均乗降人員・通過人員.   関東交通広告協議会. 2006年4月13日時点のオリジナルよりアーカイブ。2025年1月11日閲覧。
3. ↑  “東京都交通局” (PDF). 平成17年度1日平均乗降人員・通過人員.   関東交通広告協議会. 2007年10月14日時点のオリジナルよりアーカイブ。2025年1月12日閲覧。
4. ↑  “東京都交通局” (PDF). 平成18年度1日平均乗降人員・通過人員.   関東交通広告協議会. 2014年2月25日時点のオリジナルよりアーカイブ。2025年1月11日閲覧。
5. ↑  “東京都交通局” (PDF). 2007年度1日平均乗降人員・通過人員.   関東交通広告協議会. 2024年12月15日閲覧。
6. ↑  “東京都交通局” (PDF). 2008年度1日平均乗降人員・通過人員.   関東交通広告協議会. 2024年12月15日閲覧。
7. ↑  “東京都交通局” (PDF). 2009年度1日平均乗降人員・通過人員.   関東交通広告協議会. 2024年12月16日閲覧。
8. ↑  “東京都交通局” (PDF). 2010年度1日平均乗降人員・通過人員.   関東交通広告協議会. 2024年12月15日閲覧。
9. ↑  “東京都交通局” (PDF). 2011年度1日平均乗降人員・通過人員.   関東交通広告協議会. 2024年12月15日閲覧。
10. ↑  “東京都交通局” (PDF). 2012年度1日平均乗降人員・通過人員.   関東交通広告協議会. 2024年12月15日閲覧。
11. ↑  “東京都交通局” (PDF). 2013年度1日平均乗降人員・通過人員.   関東交通広告協議会. 2024年12月15日閲覧。
12. ↑  “東京都交通局” (PDF). 2014年度1日平均乗降人員・通過人員.   関東交通広告協議会. 2024年12月15日閲覧。
13. ↑  “東京都交通局” (PDF). 2015年度1日平均乗降人員・通過人員.   関東交通広告協議会. 2024年12月15日閲覧。
14. ↑  “東京都交通局” (PDF). 2016年度1日平均乗降人員・通過人員.   関東交通広告協議会. 2024年12月15日閲覧。
15. ↑  “東京都交通局” (PDF). 2017年度1日平均乗降人員・通過人員.   関東交通広告協議会. 2024年12月15日閲覧。
16. ↑  “東京都交通局” (PDF). 2018年度1日平均乗降人員・通過人員.   関東交通広告協議会. 2024年12月15日閲覧。
17. ↑  “東京都交通局” (PDF). 2019年度1日平均乗降人員・通過人員.   関東交通広告協議会. 2024年12月15日閲覧。
18. ↑  “東京都交通局” (PDF). 2020年度1日平均乗降人員・通過人員.   関東交通広告協議会. 2024年12月15日閲覧。
19. ↑  “東京都交通局” (PDF). 2021年度1日平均乗降人員・通過人員.   関東交通広告協議会. 2024年12月15日閲覧。
20. ↑  “東京都交通局” (PDF). 2022年度1日平均乗降人員・通過人員.   関東交通広告協議会. 2024年12月15日閲覧。
21. ↑  “東京都交通局” (PDF). 2023年度1日平均乗降人員・通過人員.   関東交通広告協議会. 2025年1月18日閲覧。

東京府統計書
1. ↑  東京府統計書 昭和7年（国立国会図書館デジタルコレクション）
2. ↑  東京府統計書 昭和8年（国立国会図書館デジタルコレクション）
3. ↑  東京府統計書 昭和9年（国立国会図書館デジタルコレクション）
4. ↑  東京府統計書 昭和10年（国立国会図書館デジタルコレクション）

東京都統計年鑑
1. ↑  “東京都統計年鑑 昭和28年 70～98表 運輸及び通信” (PDF). 東京都統計データアーカイブ.   東京都. 2024年11月27日閲覧。 ※東京都統計データアーカイブより、調査名と対象年を手動選択。
2. ↑  “東京都統計年鑑 昭和29年 70～96表 運輸及び通信” (PDF). 東京都統計データアーカイブ.   東京都. 2024年11月27日閲覧。 ※東京都統計データアーカイブより、調査名と対象年を手動選択。
3. ↑  “東京都統計年鑑 昭和30年 73～101表 運輸及び通信” (PDF). 東京都統計データアーカイブ.   東京都. 2024年11月27日閲覧。 ※東京都統計データアーカイブより、調査名と対象年を手動選択。
4. ↑  “東京都統計年鑑 昭和31年 71～103表 運輸及び通信” (PDF). 東京都統計データアーカイブ.   東京都. 2024年11月27日閲覧。 ※東京都統計データアーカイブより、調査名と対象年を手動選択。
5. ↑  “東京都統計年鑑 昭和32年 66～93表 運輸及び通信” (PDF). 東京都統計データアーカイブ.   東京都. 2024年11月27日閲覧。 ※東京都統計データアーカイブより、調査名と対象年を手動選択。
6. ↑  “東京都統計年鑑 昭和33年 68～100表 運輸及び通信” (PDF). 東京都統計データアーカイブ.   東京都. 2024年11月27日閲覧。 ※東京都統計データアーカイブより、調査名と対象年を手動選択。
7. ↑  “東京都統計年鑑 昭和34年 68～81表 運輸及び通信” (PDF). 東京都統計データアーカイブ.   東京都. 2024年11月27日閲覧。 ※東京都統計データアーカイブより、調査名と対象年を手動選択。
8. 1 2  “東京都統計年鑑 昭和35年 72～86表 運輸及び通信” (PDF). 東京都統計データアーカイブ.   東京都. 2024年11月27日閲覧。 ※東京都統計データアーカイブより、調査名と対象年を手動選択。
9. 1 2  “東京都統計年鑑 昭和36年 67～75表 運輸及び通信” (PDF). 東京都統計データアーカイブ.   東京都. 2024年11月27日閲覧。 ※東京都統計データアーカイブより、調査名と対象年を手動選択。
10. 1 2  “東京都統計年鑑 昭和37年 65～73表 運輸及び通信” (PDF). 東京都統計データアーカイブ.   東京都. 2024年11月27日閲覧。 ※東京都統計データアーカイブより、調査名と対象年を手動選択。
11. ↑  “東京都統計年鑑 昭和38年 66～72表 運輸及び通信” (PDF). 東京都統計データアーカイブ.   東京都. 2024年11月27日閲覧。 ※東京都統計データアーカイブより、調査名と対象年を手動選択。
12. 1 2  “東京都統計年鑑 昭和39年 71～76表 運輸及び通信” (PDF). 東京都統計データアーカイブ.   東京都. 2024年11月27日閲覧。 ※東京都統計データアーカイブより、調査名と対象年を手動選択。
13. ↑  “東京都統計年鑑 昭和40年 69～76表 運輸及び通信” (PDF). 東京都統計データアーカイブ.   東京都. 2024年11月27日閲覧。 ※東京都統計データアーカイブより、調査名と対象年を手動選択。
14. 1 2  “東京都統計年鑑 昭和41年 71～79表 運輸及び通信” (PDF). 東京都統計データアーカイブ.   東京都. 2024年11月27日閲覧。 ※東京都統計データアーカイブより、調査名と対象年を手動選択。
15. ↑  “東京都統計年鑑 昭和42年 67～73表 運輸及び通信” (PDF). 東京都統計データアーカイブ.   東京都. 2024年11月27日閲覧。 ※東京都統計データアーカイブより、調査名と対象年を手動選択。
16. ↑  “東京都統計年鑑 昭和43年 67～77表 運輸及び通信” (PDF). 東京都統計データアーカイブ.   東京都. 2024年11月27日閲覧。 ※東京都統計データアーカイブより、調査名と対象年を手動選択。
17. 1 2  “東京都統計年鑑 昭和44年 68～76表 運輸及び通信” (PDF). 東京都統計データアーカイブ.   東京都. 2024年11月27日閲覧。 ※東京都統計データアーカイブより、調査名と対象年を手動選択。
18. 1 2  “東京都統計年鑑 昭和45年 63～72表 運輸及び通信” (PDF). 東京都統計データアーカイブ.   東京都. 2024年11月27日閲覧。 ※東京都統計データアーカイブより、調査名と対象年を手動選択。
19. 1 2  “東京都統計年鑑 昭和46年 69～81表 運輸及び通信” (PDF). 東京都統計データアーカイブ.   東京都. 2024年11月27日閲覧。 ※東京都統計データアーカイブより、調査名と対象年を手動選択。
20. ↑  “東京都統計年鑑 昭和47年 67～74表 運輸及び通信” (PDF). 東京都統計データアーカイブ.   東京都. 2024年11月27日閲覧。 ※東京都統計データアーカイブより、調査名と対象年を手動選択。
21. ↑  “東京都統計年鑑 昭和48年 66～74表 運輸及び通信” (PDF). 東京都統計データアーカイブ.   東京都. 2024年11月27日閲覧。 ※東京都統計データアーカイブより、調査名と対象年を手動選択。
22. ↑  “東京都統計年鑑 昭和49年 68～71表 運輸及び通信” (PDF). 東京都統計データアーカイブ.   東京都. 2024年11月27日閲覧。 ※東京都統計データアーカイブより、調査名と対象年を手動選択。
23. ↑  “東京都統計年鑑 昭和50年 67～74表 運輸及び通信” (PDF). 東京都統計データアーカイブ.   東京都. 2024年11月27日閲覧。 ※東京都統計データアーカイブより、調査名と対象年を手動選択。
24. ↑  “東京都統計年鑑 昭和51年 67～73表 運輸及び通信” (PDF). 東京都統計データアーカイブ.   東京都. 2024年11月27日閲覧。 ※東京都統計データアーカイブより、調査名と対象年を手動選択。
25. ↑  “東京都統計年鑑 昭和52年 68～75表 運輸及び通信” (PDF). 東京都統計データアーカイブ.   東京都. 2024年11月27日閲覧。 ※東京都統計データアーカイブより、調査名と対象年を手動選択。
26. ↑  “東京都統計年鑑 昭和53年 68～76表 運輸及び通信” (PDF). 東京都統計データアーカイブ.   東京都. 2024年11月27日閲覧。 ※東京都統計データアーカイブより、調査名と対象年を手動選択。
27. ↑  “東京都統計年鑑 昭和54年 68～75表 運輸及び通信” (PDF). 東京都統計データアーカイブ.   東京都. 2024年11月27日閲覧。 ※東京都統計データアーカイブより、調査名と対象年を手動選択。
28. ↑  “東京都統計年鑑 昭和55年 68～78表 運輸及び通信” (PDF). 東京都統計データアーカイブ.   東京都. 2024年11月27日閲覧。 ※東京都統計データアーカイブより、調査名と対象年を手動選択。
29. ↑  “東京都統計年鑑 昭和56年 68～75表 運輸及び通信” (PDF). 東京都統計データアーカイブ.   東京都. 2024年11月27日閲覧。 ※東京都統計データアーカイブより、調査名と対象年を手動選択。
30. ↑  “東京都統計年鑑 昭和57年 70～79表 運輸及び通信” (PDF). 東京都統計データアーカイブ.   東京都. 2024年11月27日閲覧。 ※東京都統計データアーカイブより、調査名と対象年を手動選択。
31. ↑  “東京都統計年鑑 昭和58年 77～84表 運輸及び通信” (PDF). 東京都統計データアーカイブ.   東京都. 2024年11月27日閲覧。 ※東京都統計データアーカイブより、調査名と対象年を手動選択。
32. ↑  “東京都統計年鑑 昭和59年 87～94表 運輸及び通信” (PDF). 東京都統計データアーカイブ.   東京都. 2024年11月27日閲覧。 ※東京都統計データアーカイブより、調査名と対象年を手動選択。
33. ↑  “東京都統計年鑑 昭和60年 94～102表 運輸及び通信” (PDF). 東京都統計データアーカイブ.   東京都. 2024年11月27日閲覧。 ※東京都統計データアーカイブより、調査名と対象年を手動選択。
34. ↑  “東京都統計年鑑 昭和61年 106～114表 運輸及び通信” (PDF). 東京都統計データアーカイブ.   東京都. 2024年11月27日閲覧。 ※東京都統計データアーカイブより、調査名と対象年を手動選択。
35. ↑  “東京都統計年鑑 昭和62年 102～109表 運輸及び通信” (PDF). 東京都統計データアーカイブ.   東京都. 2024年11月27日閲覧。 ※東京都統計データアーカイブより、調査名と対象年を手動選択。
36. ↑  “東京都統計年鑑 昭和63年 100～108表 運輸及び通信” (PDF). 東京都統計データアーカイブ.   東京都. 2024年11月27日閲覧。 ※東京都統計データアーカイブより、調査名と対象年を手動選択。
37. ↑  “東京都統計年鑑 平成元年 99～107表 運輸及び通信” (PDF). 東京都統計データアーカイブ.   東京都. 2024年11月27日閲覧。 ※東京都統計データアーカイブより、調査名と対象年を手動選択。
38. ↑  “東京都統計年鑑 平成2年 95～103表 運輸及び通信” (PDF). 東京都統計データアーカイブ.   東京都. 2024年11月27日閲覧。 ※東京都統計データアーカイブより、調査名と対象年を手動選択。
39. ↑  “東京都統計年鑑 平成3年 102～110表 運輸及び通信” (PDF). 東京都統計データアーカイブ.   東京都. 2024年11月27日閲覧。 ※東京都統計データアーカイブより、調査名と対象年を手動選択。
40. 1 2  “東京都統計年鑑 平成4年 94～126表 運輸及び通信” (PDF). 東京都統計データアーカイブ.   東京都. 2024年11月27日閲覧。 ※東京都統計データアーカイブより、調査名と対象年を手動選択。
41. 1 2  “東京都統計年鑑 平成5年 94～126表 運輸及び通信” (PDF). 東京都統計データアーカイブ.   東京都. 2024年11月27日閲覧。 ※東京都統計データアーカイブより、調査名と対象年を手動選択。
42. 1 2  “東京都統計年鑑 平成6年 97～129表 運輸及び通信” (PDF). 東京都統計データアーカイブ.   東京都. 2024年11月27日閲覧。 ※東京都統計データアーカイブより、調査名と対象年を手動選択。
43. 1 2  “東京都統計年鑑 平成7年 107～138表 運輸及び通信” (PDF). 東京都統計データアーカイブ.   東京都. 2024年11月27日閲覧。 ※東京都統計データアーカイブより、調査名と対象年を手動選択。
44. 1 2  “東京都統計年鑑 平成8年 107～138表 運輸及び通信” (PDF). 東京都統計データアーカイブ.   東京都. 2024年11月27日閲覧。 ※東京都統計データアーカイブより、調査名と対象年を手動選択。
45. ↑  “東京都統計年鑑 平成9年 114 JRの駅別乗車人員” (xls). 東京都統計データアーカイブ.   東京都. 2024年11月27日閲覧。 ※東京都統計データアーカイブより、調査名と対象年を手動選択。
46. 1 2  “東京都統計年鑑 平成10年 107～138表 運輸及び通信” (PDF). 東京都統計データアーカイブ.   東京都. 2024年11月27日閲覧。 ※東京都統計データアーカイブより、調査名と対象年を手動選択。
47. 1 2  “東京都統計年鑑 平成11年 107～138表 運輸及び通信” (PDF). 東京都統計データアーカイブ.   東京都. 2024年11月27日閲覧。 ※東京都統計データアーカイブより、調査名と対象年を手動選択。
48. ↑  “113 JRの駅別乗車人員（平成8～12年度）” (xls). 東京都統計年鑑 平成12年.   東京都. 2024年11月27日閲覧。
49. ↑  “113 JRの駅別乗車人員” (xls). 東京都統計年鑑 平成13年.   東京都. 2024年11月27日閲覧。
50. ↑  “113 JRの駅別乗車人員” (xls). 東京都統計年鑑 平成14年.   東京都. 2024年11月27日閲覧。
51. ↑  “113 JRの駅別乗車人員” (xls). 東京都統計年鑑 平成15年.   東京都. 2024年11月27日閲覧。
52. ↑  “113 JRの駅別乗車人員” (xls). 東京都統計年鑑 平成16年.   東京都. 2024年11月27日閲覧。
53. ↑  “115 JRの駅別乗車人員” (xls). 東京都統計年鑑 平成17年.   東京都. 2024年11月27日閲覧。
54. ↑  “9-8 JRの駅別乗車人員” (xls). 東京都統計年鑑 平成18年.   東京都. 2024年11月27日閲覧。
55. ↑  “9-8 JRの駅別乗車人員” (xls). 東京都統計年鑑 平成19年.   東京都. 2024年11月27日閲覧。
56. ↑  “9-8 JRの駅別乗車人員” (xls). 東京都統計年鑑 平成20年.   東京都. 2024年11月27日閲覧。
57. ↑  “4-8 JRの駅別乗車人員” (xls). 東京都統計年鑑 平成21年.   東京都. 2024年11月27日閲覧。
58. ↑  “4-8 JRの駅別乗車人員” (xls). 東京都統計年鑑 平成22年.   東京都. 2024年11月27日閲覧。
59. ↑  “4-8 JRの駅別乗車人員” (xls). 東京都統計年鑑 平成23年.   東京都. 2024年11月27日閲覧。
60. ↑  “4-8 JRの駅別乗車人員” (xls). 東京都統計年鑑 平成24年.   東京都. 2024年11月27日閲覧。
61. ↑  “4-8 JRの駅別乗車人員” (xls). 東京都統計年鑑 平成25年.   東京都. 2024年11月27日閲覧。
62. ↑  “4-8 JRの駅別乗車人員” (xls). 東京都統計年鑑 平成26年.   東京都. 2024年11月27日閲覧。
63. ↑  “4-8 JRの駅別乗車人員” (xls). 東京都統計年鑑 平成27年.   東京都. 2024年11月27日閲覧。
64. ↑  “4-8 JRの駅別乗車人員” (xls). 東京都統計年鑑 平成28年.   東京都. 2024年11月27日閲覧。
65. ↑  “4-8 JRの駅別乗車人員” (xls). 東京都統計年鑑 平成29年.   東京都. 2024年11月27日閲覧。
66. ↑  “4-8 JRの駅別乗車人員” (xls). 東京都統計年鑑 平成30年.   東京都. 2024年11月27日閲覧。
67. ↑  “4-8 JRの駅別乗車人員” (xls). 東京都統計年鑑 平成31年・令和元年.   東京都. 2024年11月27日閲覧。
68. ↑  “4-8 JRの駅別乗車人員” (xls). 東京都統計年鑑 令和2年.   東京都. 2024年11月27日閲覧。
69. ↑  “4-8 JRの駅別乗車人員” (xls). 東京都統計年鑑 令和3年.   東京都. 2024年11月27日閲覧。
70. ↑  “4-8 JRの駅別乗車人員” (xls). 東京都統計年鑑 令和4年.   東京都. 2024年11月27日閲覧。
71. ↑  “東京都統計年鑑 昭和38年 73～80表 運輸及び通信” (PDF). 東京都統計データアーカイブ.   東京都. 2024年12月5日閲覧。 ※東京都統計データアーカイブより、調査名と対象年を手動選択。
72. ↑  “東京都統計年鑑 昭和40年 77～80表 運輸及び通信” (PDF). 東京都統計データアーカイブ.   東京都. 2024年12月5日閲覧。 ※東京都統計データアーカイブより、調査名と対象年を手動選択。
73. ↑  “東京都統計年鑑 昭和42年 74～79表 運輸及び通信” (PDF). 東京都統計データアーカイブ.   東京都. 2024年12月5日閲覧。 ※東京都統計データアーカイブより、調査名と対象年を手動選択。
74. ↑  “東京都統計年鑑 昭和43年 78～81表 運輸及び通信” (PDF). 東京都統計データアーカイブ.   東京都. 2024年12月5日閲覧。 ※東京都統計データアーカイブより、調査名と対象年を手動選択。
75. ↑  “東京都統計年鑑 昭和47年 75～80表 運輸及び通信” (PDF). 東京都統計データアーカイブ.   東京都. 2024年12月3日閲覧。 ※東京都統計データアーカイブより、調査名と対象年を手動選択。
76. ↑  “東京都統計年鑑 昭和48年 75～95表 運輸及び通信” (PDF). 東京都統計データアーカイブ.   東京都. 2024年12月3日閲覧。 ※東京都統計データアーカイブより、調査名と対象年を手動選択。
77. ↑  “東京都統計年鑑 昭和49年 78～83表 運輸及び通信” (PDF). 東京都統計データアーカイブ.   東京都. 2024年12月3日閲覧。 ※東京都統計データアーカイブより、調査名と対象年を手動選択。
78. ↑  “東京都統計年鑑 昭和50年 75～94表 運輸及び通信” (PDF). 東京都統計データアーカイブ.   東京都. 2024年12月3日閲覧。 ※東京都統計データアーカイブより、調査名と対象年を手動選択。
79. ↑  “東京都統計年鑑 昭和51年 74～94表 運輸及び通信” (PDF). 東京都統計データアーカイブ.   東京都. 2024年12月3日閲覧。 ※東京都統計データアーカイブより、調査名と対象年を手動選択。
80. ↑  “東京都統計年鑑 昭和52年 76～95表 運輸及び通信” (PDF). 東京都統計データアーカイブ.   東京都. 2024年12月3日閲覧。 ※東京都統計データアーカイブより、調査名と対象年を手動選択。
81. ↑  “東京都統計年鑑 昭和53年 77～86表 運輸及び通信” (PDF). 東京都統計データアーカイブ.   東京都. 2024年12月3日閲覧。 ※東京都統計データアーカイブより、調査名と対象年を手動選択。
82. ↑  “東京都統計年鑑 昭和54年 76～95表 運輸及び通信” (PDF). 東京都統計データアーカイブ.   東京都. 2024年12月3日閲覧。 ※東京都統計データアーカイブより、調査名と対象年を手動選択。
83. ↑  “東京都統計年鑑 昭和55年 79～95表 運輸及び通信” (PDF). 東京都統計データアーカイブ.   東京都. 2024年12月3日閲覧。 ※東京都統計データアーカイブより、調査名と対象年を手動選択。
84. ↑  “東京都統計年鑑 昭和56年 76～95表 運輸及び通信” (PDF). 東京都統計データアーカイブ.   東京都. 2024年12月3日閲覧。 ※東京都統計データアーカイブより、調査名と対象年を手動選択。
85. ↑  “東京都統計年鑑 昭和57年 80～97表 運輸及び通信” (PDF). 東京都統計データアーカイブ.   東京都. 2024年11月27日閲覧。 ※東京都統計データアーカイブより、調査名と対象年を手動選択。
86. ↑  “東京都統計年鑑 昭和58年 85～103表 運輸及び通信” (PDF). 東京都統計データアーカイブ.   東京都. 2024年11月27日閲覧。 ※東京都統計データアーカイブより、調査名と対象年を手動選択。
87. ↑  “東京都統計年鑑 昭和59年 95～113表 運輸及び通信” (PDF). 東京都統計データアーカイブ.   東京都. 2024年12月3日閲覧。 ※東京都統計データアーカイブより、調査名と対象年を手動選択。
88. ↑  “東京都統計年鑑 昭和60年 103～120表 運輸及び通信” (PDF). 東京都統計データアーカイブ.   東京都. 2024年12月3日閲覧。 ※東京都統計データアーカイブより、調査名と対象年を手動選択。
89. ↑  “東京都統計年鑑 昭和61年 115～132表 運輸及び通信” (PDF). 東京都統計データアーカイブ.   東京都. 2024年12月3日閲覧。 ※東京都統計データアーカイブより、調査名と対象年を手動選択。
90. ↑  “東京都統計年鑑 昭和62年 110～127表 運輸及び通信” (PDF). 東京都統計データアーカイブ.   東京都. 2024年12月3日閲覧。 ※東京都統計データアーカイブより、調査名と対象年を手動選択。
91. ↑  “東京都統計年鑑 昭和63年 109～128表 運輸及び通信” (PDF). 東京都統計データアーカイブ.   東京都. 2024年12月3日閲覧。 ※東京都統計データアーカイブより、調査名と対象年を手動選択。
92. ↑  “東京都統計年鑑 平成元年 108～127表 運輸及び通信” (PDF). 東京都統計データアーカイブ.   東京都. 2024年12月3日閲覧。 ※東京都統計データアーカイブより、調査名と対象年を手動選択。
93. ↑  “東京都統計年鑑 平成2年 104～123表 運輸及び通信” (PDF). 東京都統計データアーカイブ.   東京都. 2024年12月3日閲覧。 ※東京都統計データアーカイブより、調査名と対象年を手動選択。
94. ↑  “東京都統計年鑑 平成3年 111～130表 運輸及び通信” (PDF). 東京都統計データアーカイブ.   東京都. 2024年12月3日閲覧。 ※東京都統計データアーカイブより、調査名と対象年を手動選択。
95. ↑  “東京都統計年鑑 平成9年 119 地下鉄の駅別乗降車人員” (xls). 東京都統計データアーカイブ.   東京都. 2024年12月1日閲覧。 ※東京都統計データアーカイブより、調査名と対象年を手動選択。
96. ↑  “118 地下鉄の駅別乗降車人員（平成8～12年度）” (xls). 東京都統計年鑑 平成12年.   東京都. 2024年12月3日閲覧。
97. ↑  “118 地下鉄の駅別乗降車人員” (xls). 東京都統計年鑑 平成13年.   東京都. 2024年12月1日閲覧。
98. ↑  “118 地下鉄の駅別乗降車人員” (xls). 東京都統計年鑑 平成14年.   東京都. 2024年12月1日閲覧。
99. ↑  “118 地下鉄の駅別乗降車人員” (xls). 東京都統計年鑑 平成15年.   東京都. 2024年12月1日閲覧。
100. ↑  “118 地下鉄の駅別乗降車人員” (xls). 東京都統計年鑑 平成16年.   東京都. 2024年12月1日閲覧。
101. ↑  “120 地下鉄の駅別乗降車人員” (xls). 東京都統計年鑑 平成17年.   東京都. 2024年12月1日閲覧。
102. ↑  “9-13 地下鉄の駅別乗降車人員” (xls). 東京都統計年鑑 平成18年.   東京都. 2024年12月1日閲覧。
103. ↑  “9-13 地下鉄の駅別乗降車人員” (xls). 東京都統計年鑑 平成19年.   東京都. 2024年12月1日閲覧。
104. ↑  “9-15 地下鉄の駅別乗降車人員” (xls). 東京都統計年鑑 平成20年.   東京都. 2024年12月1日閲覧。
105. ↑  “4-15 地下鉄の駅別乗降車人員” (xls). 東京都統計年鑑 平成21年.   東京都. 2024年12月1日閲覧。
106. ↑  “4-15 地下鉄の駅別乗降車人員” (xls). 東京都統計年鑑 平成22年.   東京都. 2024年12月1日閲覧。
107. ↑  “4-15 地下鉄の駅別乗降車人員” (xls). 東京都統計年鑑 平成23年.   東京都. 2024年12月1日閲覧。
108. ↑  “4-15 地下鉄の駅別乗降車人員” (xls). 東京都統計年鑑 平成24年.   東京都. 2024年12月1日閲覧。
109. ↑  “4-15 地下鉄の駅別乗降車人員” (xls). 東京都統計年鑑 平成25年.   東京都. 2024年12月1日閲覧。
110. ↑  “4-15 地下鉄の駅別乗降車人員” (xls). 東京都統計年鑑 平成26年.   東京都. 2024年12月1日閲覧。
111. ↑  “4-15 地下鉄の駅別乗降車人員” (xls). 東京都統計年鑑 平成27年.   東京都. 2024年12月1日閲覧。
112. ↑  “4-15 地下鉄の駅別乗降車人員” (xls). 東京都統計年鑑 平成28年.   東京都. 2024年12月1日閲覧。
113. ↑  “4-15 地下鉄の駅別乗降車人員” (xls). 東京都統計年鑑 平成29年.   東京都. 2024年12月1日閲覧。
114. ↑  “4-15 地下鉄の駅別乗降車人員” (xls). 東京都統計年鑑 平成30年.   東京都. 2024年12月1日閲覧。
115. ↑  “4-15 地下鉄の駅別乗降車人員” (xls). 東京都統計年鑑 平成31年・令和元年.   東京都. 2024年12月1日閲覧。
116. ↑  “4-15 地下鉄の駅別乗降車人員” (xls). 東京都統計年鑑 令和2年.   東京都. 2024年11月27日閲覧。
117. ↑  “4-15 地下鉄の駅別乗降車人員” (xls). 東京都統計年鑑 令和3年.   東京都. 2024年12月1日閲覧。
118. ↑  “4-15 地下鉄の駅別乗降車人員” (xls). 東京都統計年鑑 令和4年.   東京都. 2024年11月27日閲覧。